# 上智堂 (贝内文托)

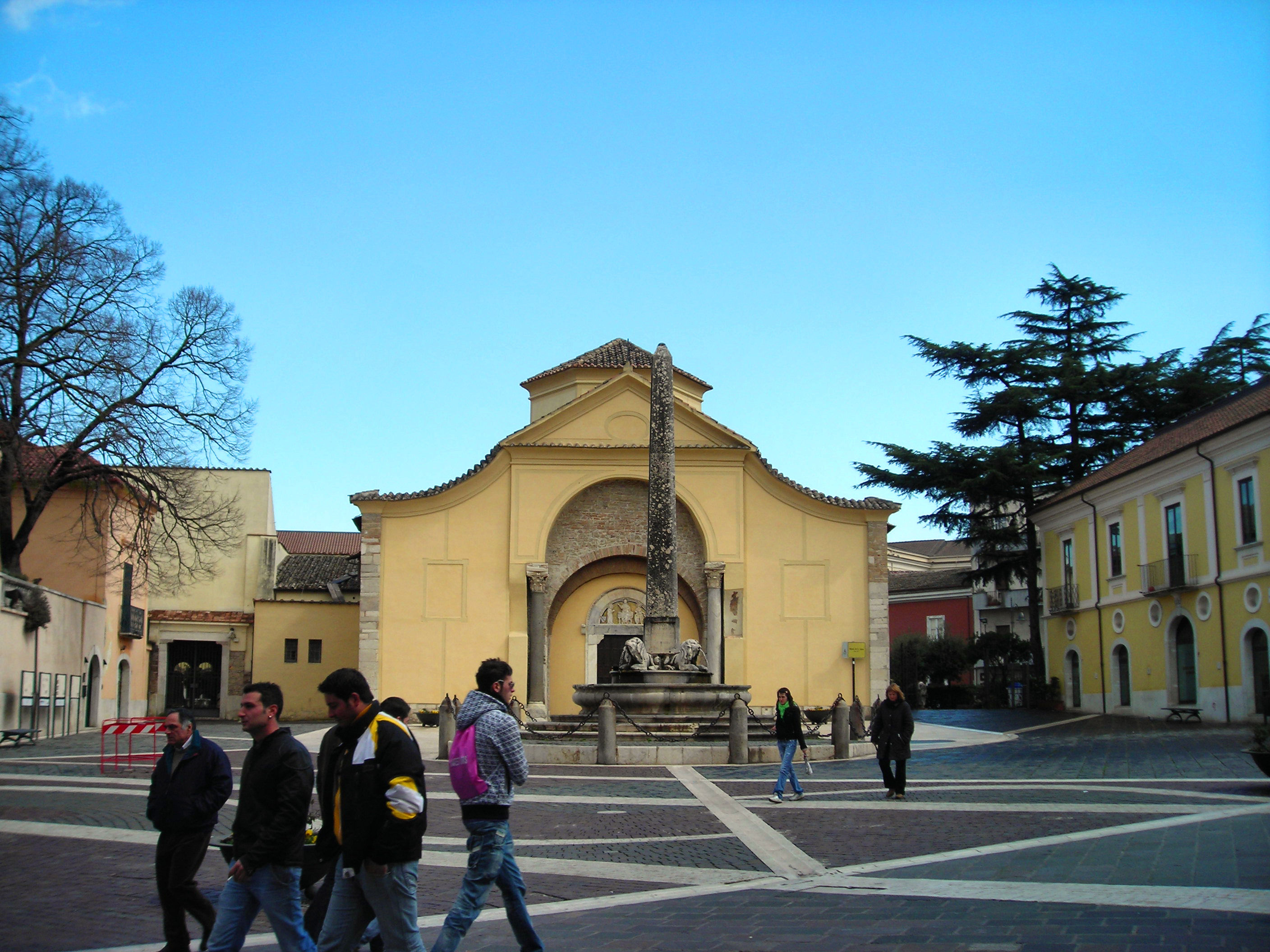

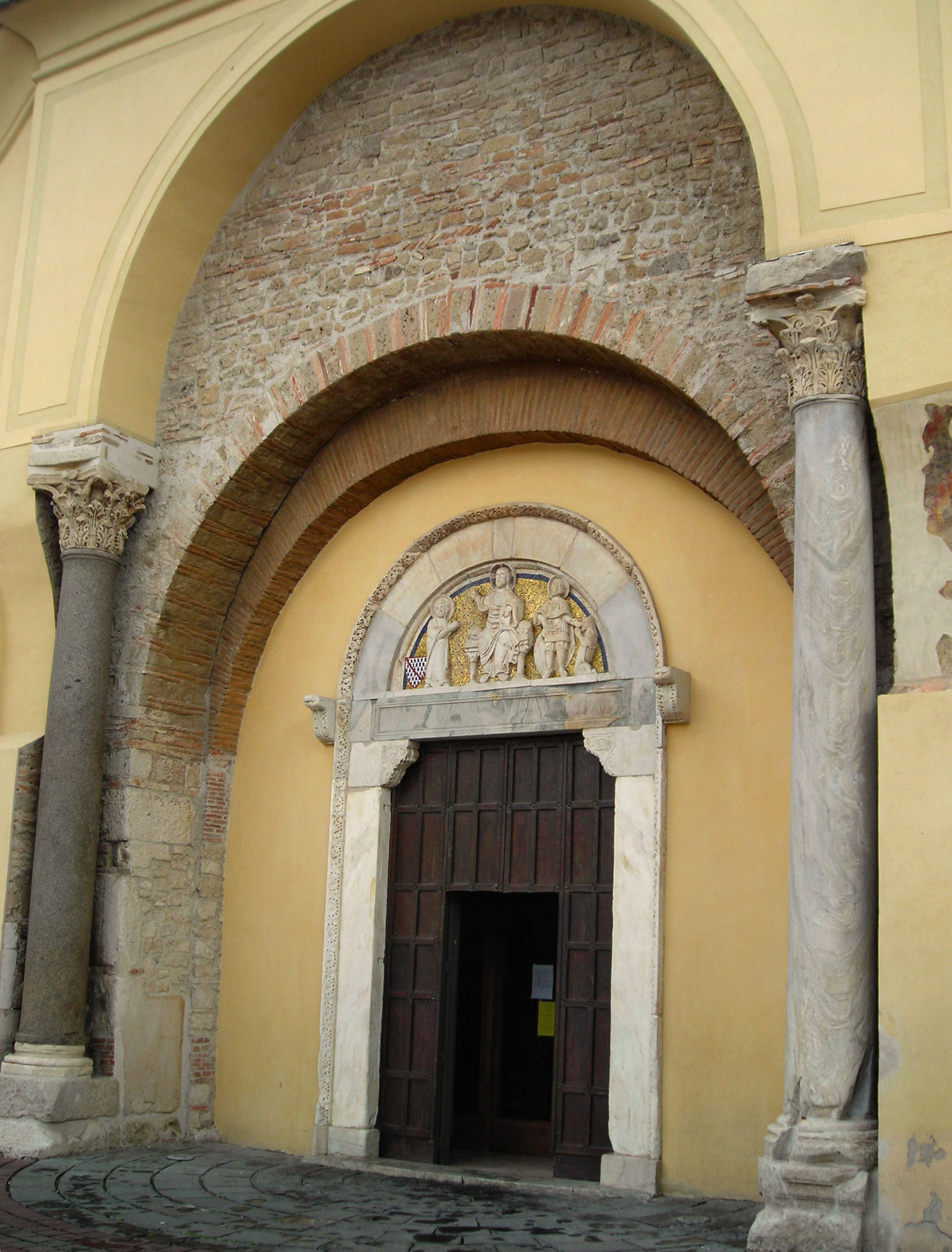
拱門

聖索菲亞教堂（Santa Sofia）是位於義大利南部城市貝內文托的一座教堂，也是倖現存的倫巴第式建築代表作。2011年，聖索菲亞教堂被聯合國教科文組織列為世界遺產。聖索菲亞教堂始建於760年。教堂在1688年和1702年因地震而嚴重受損，重建之後教堂的外觀變為巴洛克風格。